# Francesco Casillo
Francesco Casillo (Terlizzi, 8 luglio 1948 – Gioia del Colle, 29 maggio 2012) è stato un politico e militare italiano.

## Biografia
Finita l'esperienza al Senato nella XII legislatura, si avvicina a Democrazia Europea di Sergio D'Antoni e successivamente alla Democrazia Cristiana di Giuseppe Pizza nella quale ricopre l'incarico di coordinatore regionale per la Puglia e di vice-segretario nazionale.